# Cran-Gevrier
Cran-Gevrier é uma ex-comuna francesa na região administrativa da Alta Saboia, região de Auvérnia-Ródano-Alpes. Estendeu-se por uma área de 4,8 km². Em 2010 a comuna tinha 17 227 habitantes (densidade: 3 589 hab./km²).
Em 1 de janeiro de 2017 foi fundida na comunas de Annecy.